# Lęk i odraza w Las Vegas
Lęk i odraza w Las Vegas – powieść, którą Hunter S. Thompson opublikował pierwotnie w częściach w 1971 roku na łamach magazynu Rolling Stone pod pseudonimem Raoul Duke. Pełny tytuł brzmi Lęk i odraza w Las Vegas. Szaleńcza podróż do serca „amerykańskiego snu”.
Głównymi bohaterami powieści są Raoul Duke (alter ego Thompsona) i jego adwokat, doktor Gonzo (wzorowany na postaci autentycznego adwokata Thompsona – Oscara Acosty). Wyruszają do Las Vegas, aby szukać „amerykańskiego snu”. W międzyczasie bardzo intensywnie eksperymentują z narkotykami i alkoholem. Narrator, będący jednocześnie autorem powieści, oprócz prezentowania wydarzeń, wtrąca często swoje własne przemyślenia na temat społeczeństwa i przemian zachodzących w Stanach Zjednoczonych i na świecie na przełomie lat 60. i 70. Czasami posiłkuje się przy tym wycinkami z gazet.
Powieść jest utrzymana w stylu gonzo. W Stanach Zjednoczonych zyskała miano kultowej.
W Polsce opublikowana w 2008 roku nakładem wydawnictwa Niebieska Studnia, w przekładzie Marcina Wróbla.
Na podstawie książki powstał film Las Vegas Parano (1998) w reżyserii Terry’ego Gilliama, z Johnnym Deppem i Benicio del Toro w rolach głównych.